# Долгих, Иван Иванович
Ива́н Ива́нович Долги́х (1896—1956) — участник Гражданской войны на Алтае, полковник НКВД, сотрудник системы ГУЛАГа.

## Биография
Иван Долгих родился 13 июля 1896 года в Барнауле. Русский. С 1907 года, после окончания церковно-приходской школы, Долгих работал маляром и жестянщиком. В 1915 году был призван на воинскую службу. Сперва служил рядовым 17-го запасного полка в городе Ново-Николаевске. В 1916 года воевал на Первой мировой войне в составе 518-го Алашкерского кавказского полка. Награждён двумя Георгиевскими крестами. Трижды ранен. За отказ провести экзекуцию над солдатом Долгих был предан военно-полевому суду, от которого его спасла лишь начавшаяся Февральская революция.

### Участие в Гражданской войне
С августа 1917 по май 1918 года состоял в партии левых эсеров.
В мае-июне 1918 г. возглавлял отряд барнаульских рабочих, оборонявших город от наступавших чехословаков. Участвовал в походе отряда Петра Сухова. 7 августа 1918 года в бою около села Тюнгур Горного Алтая суховский отряд был разгромлен, Долгих попал в плен к белогвардейскому есаулу Кайгородову. От неминуемой казни Ивана Долгих спасли волостной старшина Архипов и волостной писарь Гомзин — узнав, что Долгих умеет ремонтировать сельхозмашины, они уговорили казаков пощадить пленного. Вскоре Долгих бежал, но в октябре 1918 года он был арестован и заключён в барнаульскую тюрьму, откуда в марте 1919 года сумел совершить побег. Находился на нелегальном положении, подрабатывал жестянщиком. В августе Долгих вновь был арестован белогвардейцами, однако благодаря подкупу тюремного персонала он был освобождён. Осенью того же 1919 года Долгих ушёл к партизанам и воевал в 22-м Приобском полку 6-й партизанской дивизии.
В 1920 году Долгих, будучи командиром батальона 1-го Алтайского запасного полка, участвовал в боях на Южном фронте против войск барона Врангеля. В том же году вступил в компартию.
Весной 1922 года во главе отряда ЧОН осуществил сложнейший переход через Теректинский хребет в тыл отряда Кайгородова и ликвидировал его. В плен было захвачено 40 человек, в том числе и Кайгородов. Ввиду невозможности конвоирования Долгих приказал расстрелять пленных, а Кайгородову лично отрубил голову. За уничтожение повстанческого движения на Алтае награждён орденом Красного Знамени.

### Работа в 1920-е годы
С октября 1924 по август 1925 года Долгих был слушателем высшей тактическо-стрелковой школы командного состава РККА «Выстрел». По окончании курсов, до декабря 1926 года служил командиром 62-го Краснознаменного полка в Новосибирске.
В конце 1926 года был назначен начальником Барнаульской тюрьмы. С сентября 1928 года Долгих возглавлял Барнаульский окружной комитет. 

### Работа в системе ГУЛАГа
В 1930 года переведён в Новосибирск, где начал работу в системе ГУЛАГа. Сперва Долгих был начальником отдела трудовых поселений, затем заместителем начальника Управления лагерями Полномочного представительства ОГПУ-НКВД Западно-Сибирского края (с 1937 г. — Новосибирской области).
Долгих внёс вклад в развитие альпинизма на Алтае. Он в 1935 году руководил массовым восхождением на самую высокую вершину Алтая — на гору Белуху.
С марте 1938 по март 1939 являлся заместителем начальника Краслага в городе Канск.
С апреля 1939 по июль 1941 Долгих был начальником Вятлага. При Долгих в Вятлаге было завершено строительство поселка Лесной, построены дом культуры, стадион, больница для вольнонаемных и «сангородок» для заключенных. В июле 1941 года Долгих стал начальником Ивдельлага (Свердловская область).
С октябре 1944 по январь 1945 года — зам. начальника Управления по делам военнопленных и интернированных НКВД СССР.
С февраля 1945 — начальник спецлагеря № 0324 в Шатуре Московской области.
В марте 1946 года Долгих был уволен по болезни, но через год он восстановился на службе и стал начальником Южкузбасслага.
В январе 1951 года Иван Долгих был уволен по болезни с сохранением права ношения военной формы. После выхода на пенсию Долгих уехал в Москву, где и умер в 1956 году.

## Семья
Отец Ивана Долгих был торговцем. Умер в 1910 году. Мать в 1911 году выехала в Харбин, после чего её следы теряются.
Долгих был женат на уроженке Тамбова Марии Степановне. В этом браке у них была дочь Вера (род. в 1920).

## Образ в кино
В художественном фильме «Волчья кровь» стал прототипом главного героя — красного командира Родиона Добрых, в исполнении актёра Евгения Сидихина.